# Hubert Hutsebaut
Hubert Hutsebaut (* 24. Juni 1947 in Lendelede, Westflandern) ist ein ehemaliger belgischer Radrennfahrer.
Hutsebaut wurde im Rahmen einer Werbeaktion des belgischen Fahrradherstellers Claeys Flandria, die ihren erfolgreichsten Fahrradhändlern gestattete, Lokalmatadoren für ihr Radsportteam zu nominieren, 1968 Vertragsfahrer bei der Mannschaft Flandria. Obwohl er damit formell Profi war, erhielt er kein volles Gehalt und bestritt meist nur Kriterien, von denen er einige gewann.
1971 wechselte er zur Goldor-Mannschaft. Dort bekam er die Möglichkeit, auch größere Eintages- und Etappenrennen zu bestreiten. Zu seinen größten Erfolgen zählte die vierte Etappe der Vuelta a España 1971, die er nach einer Alleinfahrt mit ca. 10 Minuten Vorsprung gewann, und der überraschende Sprintsieg einer dreiköpfigen Ausreißergruppe beim Halbklassiker E3 Harelbeke 1972 vor den Favoriten Eddy Merckx und Walter Godefroot.
Trotz dieser Erfolge beendete Hutsebaut seine Karriere zum Saisonende 1972, nachdem ihm dies durch seine Ärzte aufgrund eines diagnostizierten Eisenmangels und schlechter Blutzuckerwerte angeraten worden war. Er arbeitete anschließend in einer Fabrik und erhielt dabei ein höheres Gehalt als während seiner Karriere als Radprofi.